# Johann Georg Volkamer der Ältere

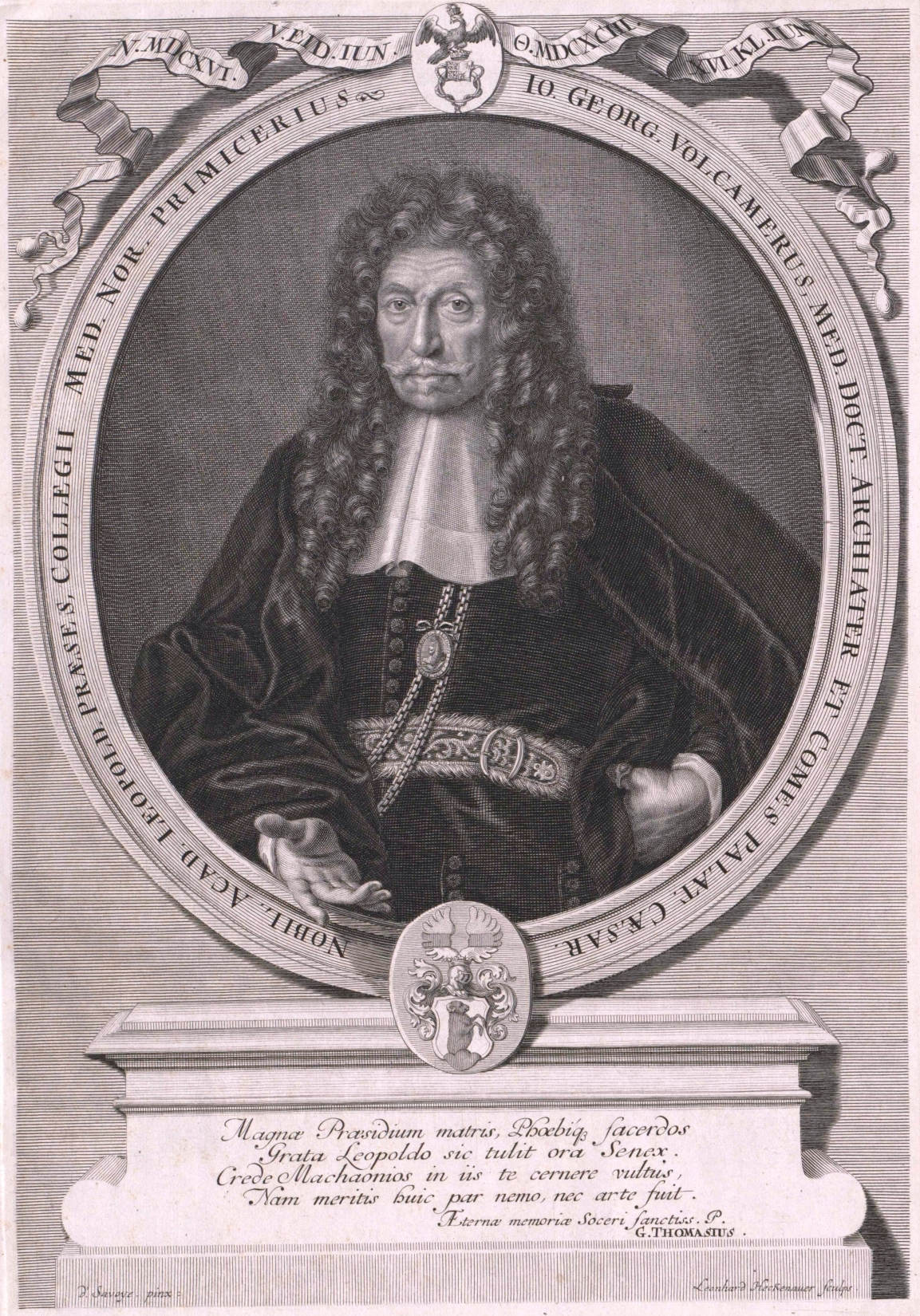
Johann Georg Volkamer, Stich von Leonhard Heckenauer

Johann Georg Volkamer der Ältere (auch: Volcamer, Volckamer, Volkammer; * 9. Juni 1616 in Nürnberg; † 17. Mai 1693 ebenda) war ein deutscher Arzt, Naturforscher und Schriftsteller.

## Leben

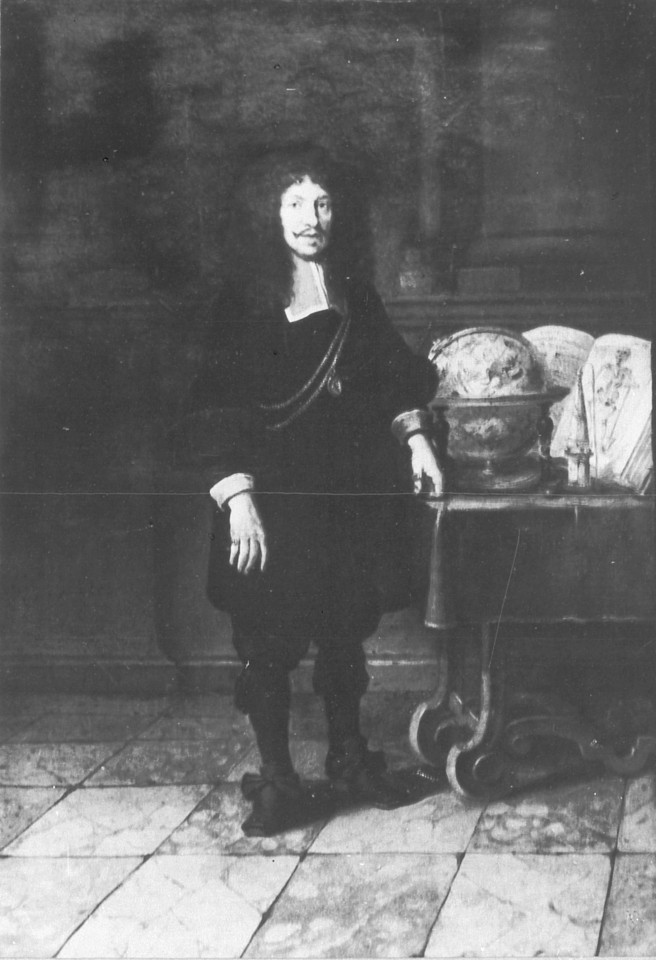
Johann Georg Volkamer, 1678

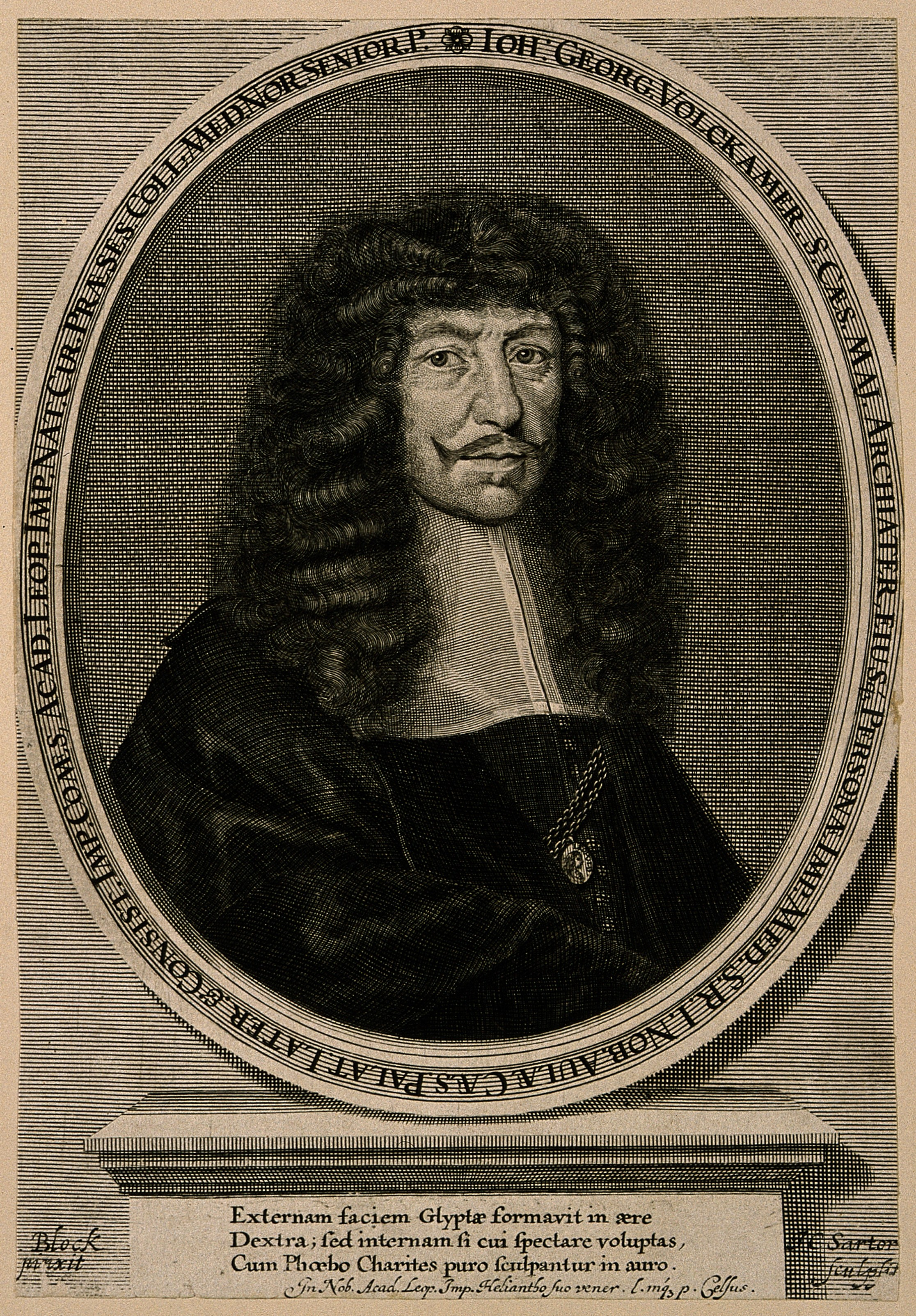
Johann Georg Volkamer

Ab 1633 studierte Johann Georg Volkamer, der Sohn Johann Volkamers aus Lobenstein, Philosophie und Mathematik an der Universität Jena. Drei Jahre später wechselte er an die Universität Altdorf und belegte dort Medizin. In den Jahren 1638 bis 1641 studierte er an der Universität Padua. 1643 promovierte Volkamer in Altdorf mit der Dissertation De febre ephemera. Anschließend ging er für einige Zeit nach Frankreich und Italien. Nach seiner Rückkehr wurde er in Nürnberg Mitglied des Collegium medicum. Dort wurde er auch einige Male zum Dekan gewählt. Er stand unter anderem im Briefwechsel mit dem Danziger Mediziner Johannes Schmiedt und dem italienischen Anatomen und Chirurgen Marco Aurelio Severino.
Unter dem Gesellschaftsnamen Helianthus wurde Volkamer 1646 als elftes Mitglied in den Pegnesischen Blumenorden aufgenommen. Dort war er zwar nur kurze Zeit literarisch tätig, doch pflegte er eine lange freundschaftliche Beziehung zu dem zweiten Ordenspräsidenten Sigmund von Birken. Als Wissenschaftler war er einer der Mitbegründer der Societas Medica in Nürnberg. Am  1. November 1678 nahm ihn die Deutsche Akademie der Naturforscher Leopoldina als Mitglied auf. Auch hier wählte sich Volkamer als Gesellschaftsnamen Helianthus I. 1683 ernannte ihn  Johann Michael Fehr zum ersten Director Ephemeridum der Leopoldina. Volkamer betreute in dieser Funktion als Schriftleiter die Herausgabe der seit 1683 beim Nürnberger Buchhändler Wolfgang Moritz Endter (1653–1723) gedruckten wissenschaftlichen Zeitschrift „Miscellanea curiosa sive Ephemeridum medico-physicarum“. 1686 wählte ihn das Präsidium der Leopoldina zu ihrem Präsidenten. Ebenfalls 1686 wurde Volkamer zum kaiserlichen Leibarzt berufen. Außerdem ernannte man ihn zum Hofrat.
In seinen wissenschaftlichen Forschungen befasste sich Volkamer speziell mit Mechanik und Optik. Außerdem übersetzte er mehrere wissenschaftliche Werke ins Deutsche bzw. ins Lateinische.
Im Alter von 76 Jahren starb Johann Georg Volkamer am 17. Mai 1693 in Nürnberg. Der Mediziner und Botaniker Johann Volkamer war sein Sohn, ebenso der Kaufmann, Fabrikant und Botaniker Johann Christoph Volkamer.

## Schriften (Auswahl)
- De febre ephemera. 1643.
- als Hrsg.: Marco Aurelio Severino: Zootomia Democritae: id est, Anatome generalis totius animantium opificii, libris quinque distincta […]. Nürnberg 1645.
- Dispensatorium Norimbergense. Nürnberg 1676.